# Då Jesus tog min skuld på sig
Då Jesus tog min skuld på sig eller Då Jesus tog min syndaskuld är en sång med text från 1884 av Theodor Janson och musik av okänt ursprung.

## Publicerad i
- Musik till Frälsningsarméns sångbok 1907 som nr 55. (Med inledningsfrasen "Då Jesus tog min syndaskuld").
- Frälsningsarméns sångbok 1929 som nr 236 under rubriken "Jubel, erfarenhet och vittnesbörd". (Med inledningsfrasen "Då Jesus tog min syndaskuld")
- Frälsningsarméns sångbok 1968 som nr 271 under rubriken "Det Kristna Livet - Jubel och tacksägelse". (Med inledningsfrasen "Då Jesus tog min syndaskuld")
- Frälsningsarméns sångbok 1990 som nr 536 under rubriken "Erfarenhet och vittnesbörd". (Med inledningsfrasen "Då Jesus tog min skuld på sig")
- Sångboken 1998 som nr 16. (Med inledningsfrasen "Då Jesus tog min skuld på sig")